# Autostrada A999 (Niemcy)
Autostrada A999 (niem. Bundesautobahn 999 (BAB 999) także Autobahn 999 (A999)) – planowana autostrada w Niemczech, która miała przebiegać dookoła miasta Monachium, jednakże porzucono projekt. Obecnie w miejscu autostrady znajduje się droga krajowa B 2R.